# Owhi

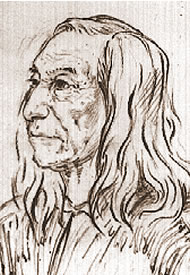
Owhi el 1855

Owhi (m. 1858) fou cap dels yakama i oncle del cap i guerrer Kamiakin. El 1855 va signar un tractat tot cedint bona part de les terres yakima a l'estat de Washington, però donà suport a la revolta de Kamiakin, En acabar la Guerra Yakima fou executat amb el seu fill Qualchin pels nord-americans.